# 余下站
余下站位于中华人民共和国陕西省西安市鄠邑区余下镇，是西余铁路上的货运站，1955年12月一五计划期间通车启用，由西安铁路局管辖。2000年10月21日市郊列车7601/7602/7603/7604次停运后，余下站不再办理客运业务，只剩下货运业务。